# 紐約 (愛荷華州)
紐約（英語：New York）是位於美國愛荷華州韋恩縣的一個鬼鎮。該地的面積和人口皆未知。

## 地理
紐約所處的海拔為高於海平面322米（即1056英呎），而該地所採用的時區為UTC-6，即北美中部時區（CST）。同時該地設有夏令時間，為UTC-6調快一小時，即UTC-5（CDT）。